# Dinitrotoluole
Die Dinitrotoluole (auch Dinitrotoluene) bilden in der Chemie eine Stoffgruppe von aromatischen Verbindungen, die sich sowohl vom Toluol als auch von den Dinitrobenzolen ableitet. Die Struktur besteht aus einem Benzolring mit einer angefügten Methylgruppe (–CH3) und zwei Nitrogruppen (–NO2) als Substituenten. Durch deren unterschiedliche Anordnung ergeben sich sechs Konstitutionsisomere mit der Summenformel C7H6N2O4, wobei das 2,4-Dinitrotoluol das bekannteste ist.
| Gefahrensymbol | Gefahrensymbol |

| Gefahrensymbol |

| Gefahrensymbol | Gefahrensymbol |

| Gefahrensymbol |

| Gefahrensymbol | Gefahrensymbol |

| Gefahrensymbol |

| Gefahrensymbol | Gefahrensymbol |

| Gefahrensymbol | Gefahrensymbol |

| Gefahrensymbol |

| Gefahrensymbol | Gefahrensymbol |